# Прібелце
Прібелце (словац. Príbelce — село, громада в окрузі Вельки Кртіш, Банськобистрицький край, центральна Словаччина, історичний регіон Гонт. Кадастрова площа громади — 27,19 км². Населення — 571 особа (за оцінкою на 31 грудня 2017 року).

## Історія
Перша згадка 1244 року.

## Населення
| Рік:            | 1994. | 2004.   | 2014.   | 2024.   |
| --------------- | ----- | ------- | ------- | ------- |
| Кількість осіб: | 627   | 585     | 571     | 569     |
| Різниця:        |       | -6,69 % | -2,39 % | -0,35 % |

| Рік:            | 2023. | 2024.   |
| --------------- | ----- | ------- |
| Кількість осіб: | 561   | 569     |
| Різниця:        |       | +1,42 % |